# Джессі Ендрюс
Дже́ссі Е́ндрюс (англ. Jessie Andrews; нар. 22 березня 1992, Флорида, США) — американська порноакторка, діджейка, дизайнерка прикрас, еротична модель, кіноакторка, кінопродюсерка й підприємиця.

## Життєпис
Жила в Маямі, поки не потрапила до порноіндустрії. Сценічне ім'я: Джессі — кличка собаки матері, Ендрюс — назва вулиці, по якій вона їхала, придумуючи псевдонім.
Її найкраща подруга — порноакторка Селена Роуз.

## Нагороди
- 2012 XBIZ Award — Acting Performance of the Year — У фільмі Portrait of a Call Girl (Elegant Angel)[6]
- 2012 XBIZ Award — Best New Starlet[6]
- 2012 AVN Award — Best Actress за фільм Portrait of a Call Girl (Elegant Angel)[7]
- 2016 XBIZ Award — Best Sex Scene — All-Girl — У фільмі Jessie Loves Girls[8]